# Курия Юлия
Курия Юлия (итал. Curia Iulia) — место собраний римского Сената на Римском форуме.

## История
Первая курия — курия Гостилия — была построена на месте, где сегодня располагается церковь Санти-Лука-э-Мартин (итал. Santi Luca e Martina); в 52 году до н. э. сгорела. По приказу Цезаря была воздвигнута новая курия (окончание строительства при Августе, 29 год до н. э.), которая сгорела в 283 году и была восстановлена Диоклетианом. С VII века там располагалась церковь Сант-Адриано, поэтому здание хорошо сохранилось. Сегодня здание курии — современная реконструкция (1932—1937) строения III века.
В зале внутри курии (высота: 21 м, длина: 26 м, ширина: 18 м.) находилось около 300 мест для сенаторов.
От прежнего внутреннего убранства курии ничего не сохранилось, только фрагменты цветной мраморной напольной плитки. Сейчас в здании хранятся два мраморных рельефа (так называемые лат. Plutei Traiani), которые украшали Ростру (трибуна для ораторов). Один из них изображает императора Траяна, уничтожающего документы о налогах, с целью освободить граждан от долгов; на втором учреждение материальной поддержки детей в нуждающихся римских семьях (лат. Alimenta). Бронзовые двери курии — копии, оригиналы были перенесены XVII веке в Латеранскую базилику.

Курия Юлия
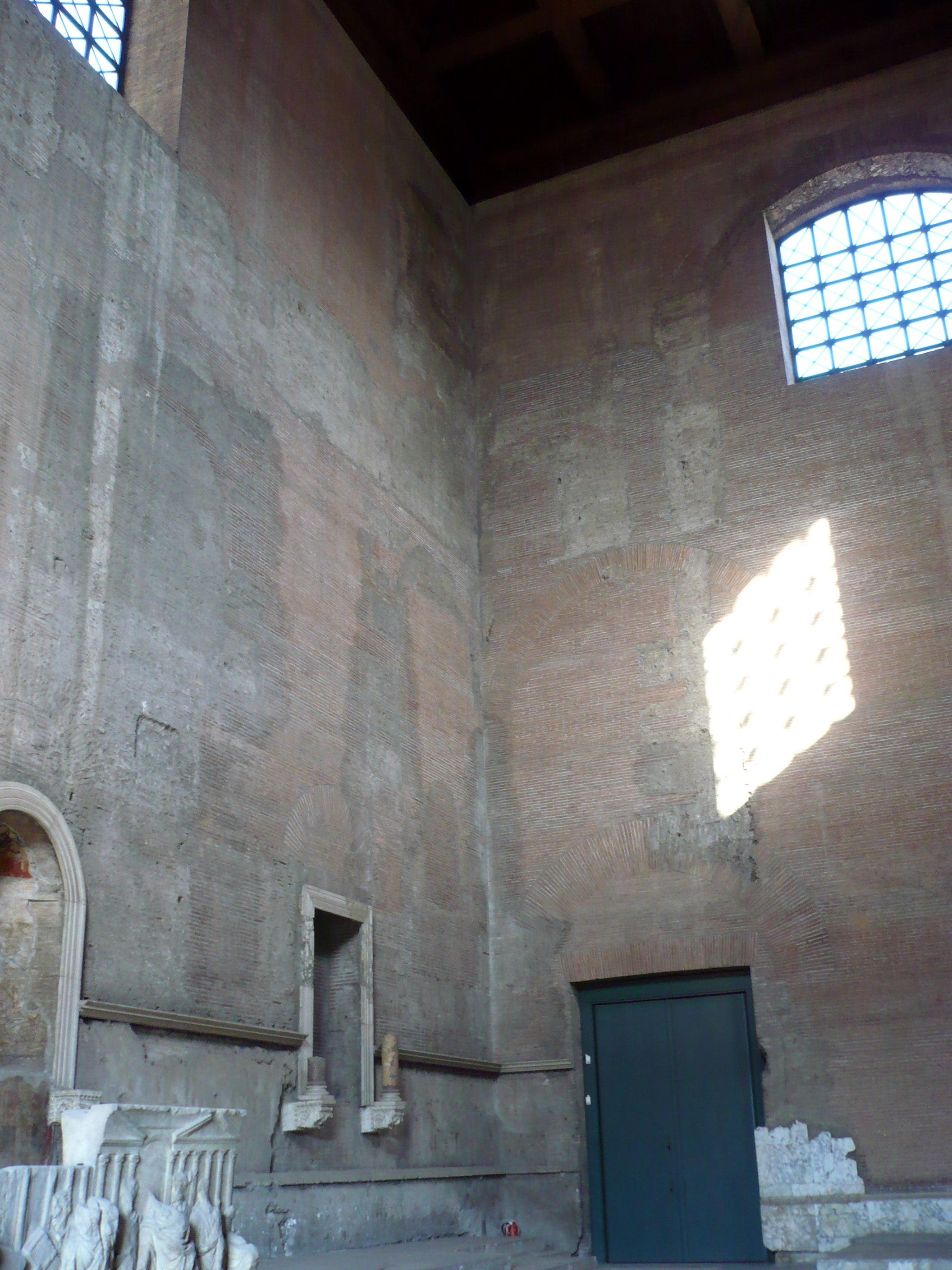
Курия
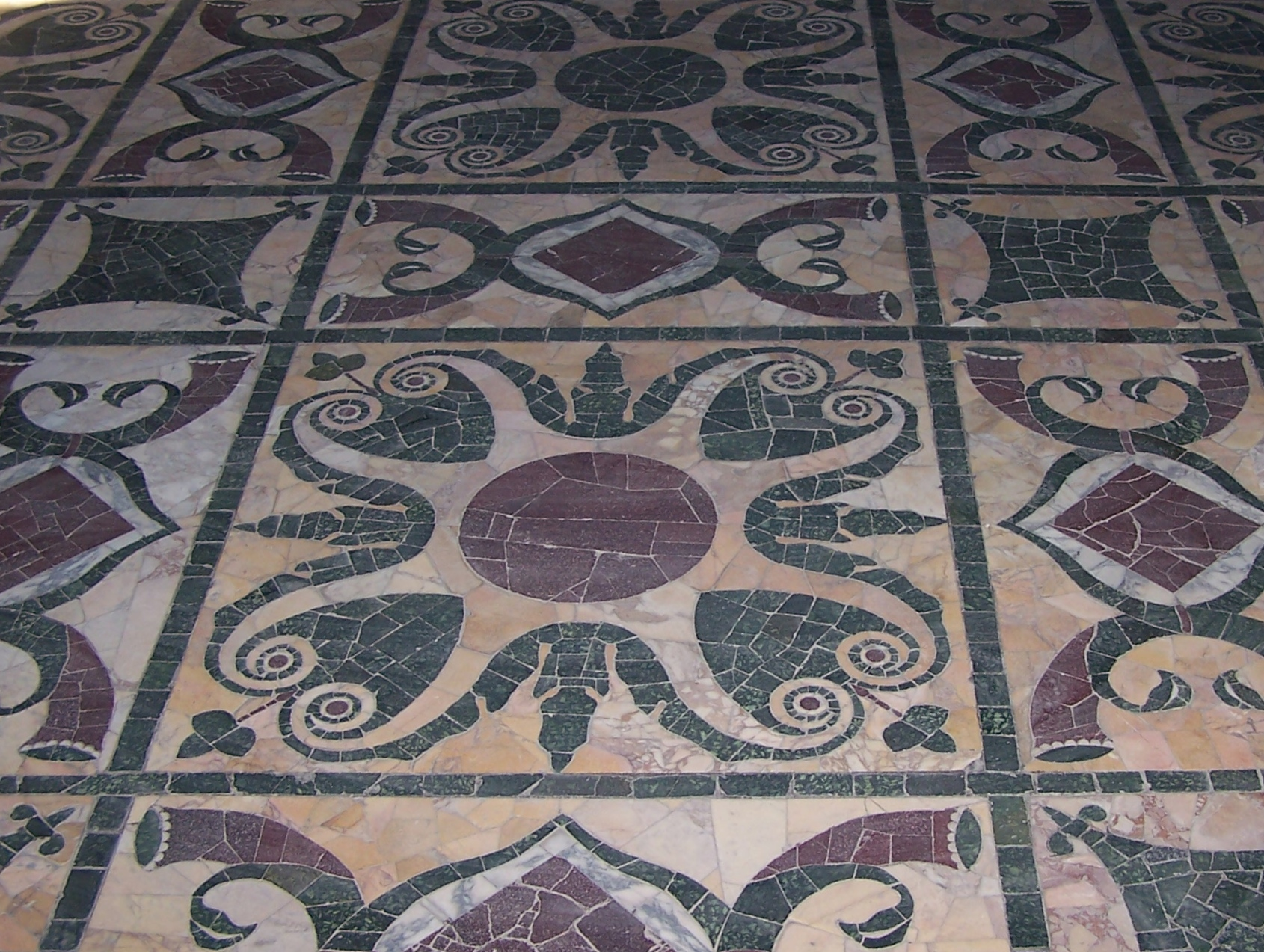
Мраморный пол
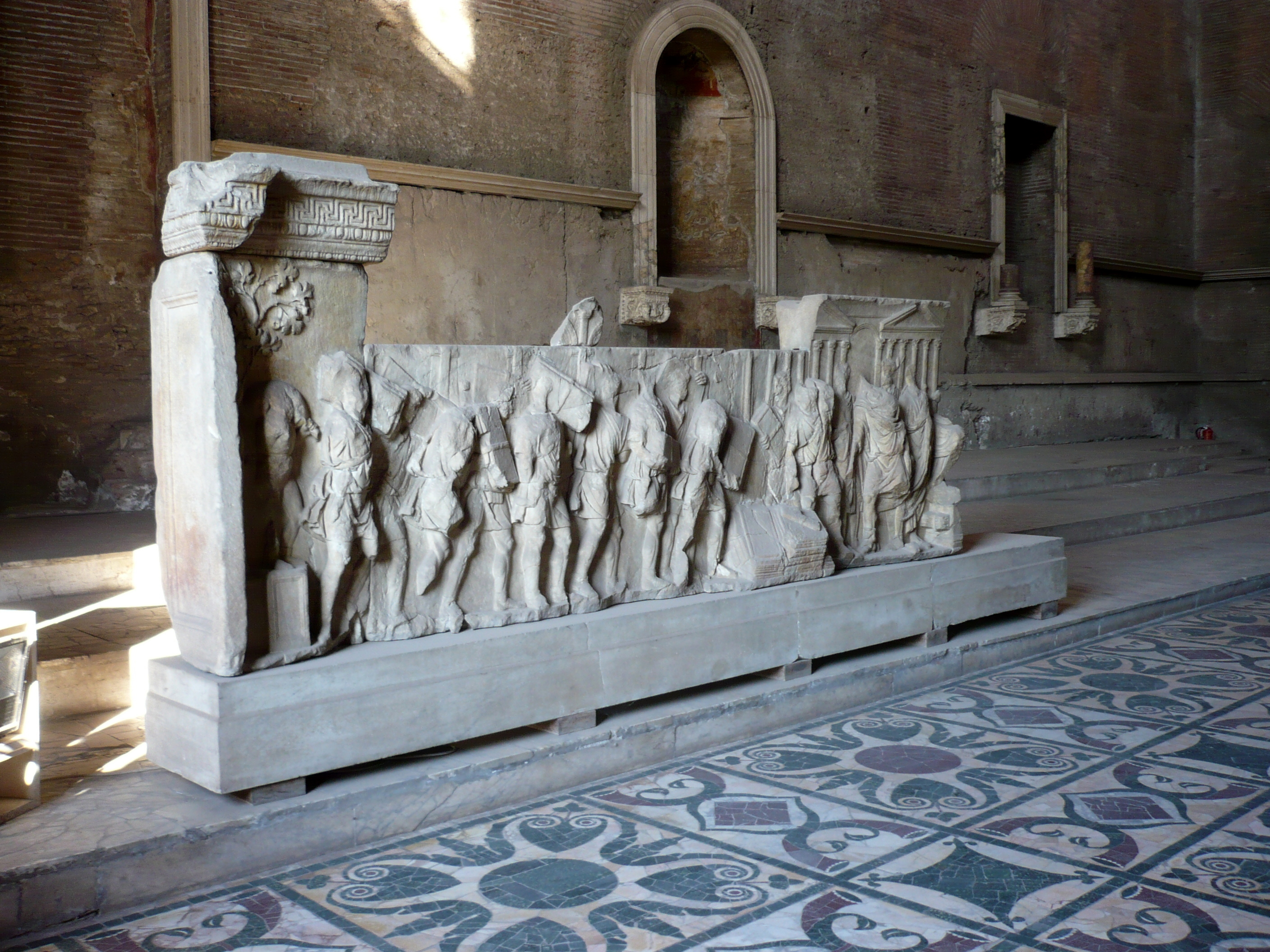
Рельеф